# Чунчуков, Цветелин
Цветелин Луков Чунчуков (болг. Цветелин Луков Чунчуков; род. 26 декабря 1994, София) — болгарский футболист, нападающий казахстанского клуба «Атырау».

## Карьера
Футбольную карьеру начал в 2013 году в составе клуба «Ботев» Пловдив. 20 июля 2014 года в матче против клуба «Локомотив» София дебютировал в чемпионате Болгарии.
В 2015 году подписал контракт с клубом «Лудогорец».
В 2020 году перешёл в румынский клуб «Клинчени». 23 августа 2020 года в матче против клуба ЧФР Клуж-Напока дебютировал в чемпионате Румынии.
В марте 2025 года подписал контракт с клубом «Атырау». 30 марта 2025 года в матче против клуба «Актобе» дебютировал в казахстанской Премьер-лиге.

## Достижения
«Лудогорец»
- Чемпион Болгарии (2): 2015/2016, 2015/16
- Финалист Кубка Болгарии: 2016/17

«Стяуа»
- Серебряный призёр Второй лиги Румынии: 2022/2023

«Славия» София
- Обладатель Кубка Болгарии: 2017/18

## Статистика
| Игровая карьера | Игровая карьера   | Игровая карьера | Лига | Лига | Кубок | Кубок | Межд. | Межд. | Пр. | Пр. |
| --------------- | ----------------- | --------------- | ---- | ---- | ----- | ----- | ----- | ----- | --- | --- |
| 2020/2021       | Славия (София)    | А               | 1    | 0    | —     | —     | —     | —     | —   | —   |
| 2020/2021       | Клинчени          | А               | 31   | 6    | —     | —     | —     | —     | —   | —   |
| 2021/2022       | Сепси             | А               | 19   | 1    | 2     | 0     | 2     | 0     | —   | —   |
| 2021/2022       | Киндия Тырговиште | А               | 14   | 0    | 2     | 0     | —     | —     | —   | —   |
| 2022/23         | Стяуа             | Б               | 24   | 8    | —     | —     | —     | —     | —   | —   |
| 2023/24         | Стяуа             | Б               | 19   | 0    | 4     | 2     | —     | —     | —   | —   |
| 2024/25         | Славия (София)    | А               | 14   | 1    | 2     | 0     | —     | —     | —   | —   |
| 2023            | Атырау            | А               | 8    | 1    | 1     | 0     | —     | —     | —   | —   |